# Gordon Moore
Gordon Earle Moore (3 tháng 1 năm 1929 – 24 tháng 3 năm 2023) là đồng sáng lập và là cựu Chủ tịch danh dự của Tập đoàn Intel, đồng thời là tác giả của định luật mang tên ông (xuất bản trong một bài báo ngày 19 tháng 4 năm 1965 trên tạp chí Electronics Magazine).

Ông qua đời tại nhà riêng ở Hawaii vào ngày 24 tháng 3 năm 2023, hưởng thọ 94 tuổi.

## Thuở thiếu thời và quá trình học tập
Moore được sinh ra tại San Francisco, California, và lớn lên gần đó ở Pescadero, nơi cha của ông từng gắn bó với vai trò là Cảnh sát trưởng. Ông theo học tại trường Đại học Tiểu bang San José 2 năm trước khi chuyển đến Đại học California tại Berkeley, nơi ông đã lấy bằng cử nhân ngành hóa học năm 1950.
Tháng 9 năm 1950, Moore gia nhập Học viện Công nghệ California. 4 năm sau, cũng tại học viện ấy, ông tốt nghiệp và nhận  bằng Tiến sĩ ngành hóa học. Moore cũng đã có quá trình nghiên cứu sau tiến sĩ tại Phòng thí nghiệm Vật lý Ứng dụng của trường Đại học Johns Hopkins trong giai đoạn 1953 - 1956.

## Sự nghiệp khoa học

### Fairchild Semiconductor Laboratory
Moore gia nhập MIT và trở thành đồng nghiệp của William Shockley, một cựu sinh viên Caltech, tại bộ phận Phòng thí nghiệm bán dẫn Shockley của Beckman Instruments, nhưng rời đi cùng nhóm "Nhóm tám người phản bội", khi Sherman Fairchild đồng ý tài trợ cho họ và tạo ra tập đoàn bán dẫn Fairchild Semiconductor nổi tiếng sau này.

### Định luật Moore
Năm 1965, Moore từng là giám đốc nghiên cứu và phát triển (R&D) tại tập đoàn bán dẫn Fairchild Semiconductor. Ông được Tạp chí Electronics phỏng vấn dự đoán những điều sẽ xảy ra trong ngành công nghiệp linh kiện bán dẫn ở thập niên 1970 (10 năm sau đó). Trong một bài báo được xuất bản vào ngày 19 tháng 4 năm 1965, Moore đã quan sát thấy rằng số lượng linh kiện (bóng bán dẫn, điện trở, điốt hoặc tụ điện) trong một mạch tích hợp dày đặc tăng gấp đôi mỗi năm và suy đoán rằng quá trình trên sẽ tiếp tục trong ít nhất mười năm tới. Năm 1975, Moore đã sửa đổi tỷ lệ dự báo 10 năm trước đó của ông thành khoảng hai năm một lần. Carver Mead đã phổ biến cụm từ "Định luật Moore". Dự đoán trên của ông đã trở thành mục tiêu "thu nhỏ" kích cở các thành phần trong ngành công nghiệp bán dẫn và đã có tác động lớn trong nhiều lĩnh vực công nghệ khác nhau.

## Đời tư
Moore đã gặp vợ của ông, Betty Irene Whitaker, lần đầu tiên khi cả hai còn đang học tại trường Cao đẳng Tiểu bang San Jose. Họ kết hôn vào năm 1950 và đến nay đã có hai người con, Steven và Kenneth.
Moore là một ngư dân đam mê thể thao và tích cực theo đuổi bất kỳ loại hình câu cá nào. Ông đã đi bắt rất nhiều loại cá trên thế giới, từ cá hồi đen đến cá hồi vân. Moore từng tiết lộ rằng nỗ lực bảo tồn các loài cá của ông một phần xuất phát từ việc ông được truyền cảm hứng từ sở thích câu cá cũng như là thời gian mà ông bỏ ra để thực hiện các hoạt động ngoài trời.
Năm 2011, bộ gen của Moore là bộ gen người đầu tiên trên thế giới được giải mã trên nền tảng Máy Phân tích Gen cá nhân của phòng thí nghiệm Ion Torrent, một thiết bị giải mã song song công suất lớn và có sử dụng cảm biến sinh học ISFET.

## Các cuốn sách, câu nói và phát biểu nổi tiếng

### Câu nói
- "Từ khi còn học trung học, tôi đã muốn trở thành một nhà hóa học. Lúc đó, dù chưa biết rõ công việc của một nhà hóa học là gì nhưng tôi cứ theo đuổi ước mơ này và cuối cùng tôi đã có một tấm bằng tiến sĩ ngành hóa lý"